# Ludwig Sturm (Maler, 1878)
Ludwig Sturm (* 21. März 1878 in Innsbruck; † 5. September 1967) war ein österreichischer Maler und Restaurator.

## Leben
Ludwig Sturm wurde in Innsbruck und München ausgebildet. Er war in Innsbruck tätig, wo er neben seinen Porträts und Landschaftsbildern als Dekorationsmaler „[…] jede denkbare Malerarbeit, vom einfachsten bis zum gediegensten Genre, sowie für Kirchen, Theater, Villen, Facaden, Säle, Restaurants u. s. w. künstlerisch, in jeder Stylart und Technik zu mäßigen Preisen ausführt […]“. 1906 wurde in einem Artikel der Innsbrucker Nachrichten die Ausführung seiner Wandgemälde für ein Innsbrucker Hotel beschrieben, die etwa „Tiroler Landschaftsbilder und Szenen, wie Rosengarten, Haselburg, Schloß Tirol, Ambras“ darstellten.

## Werke

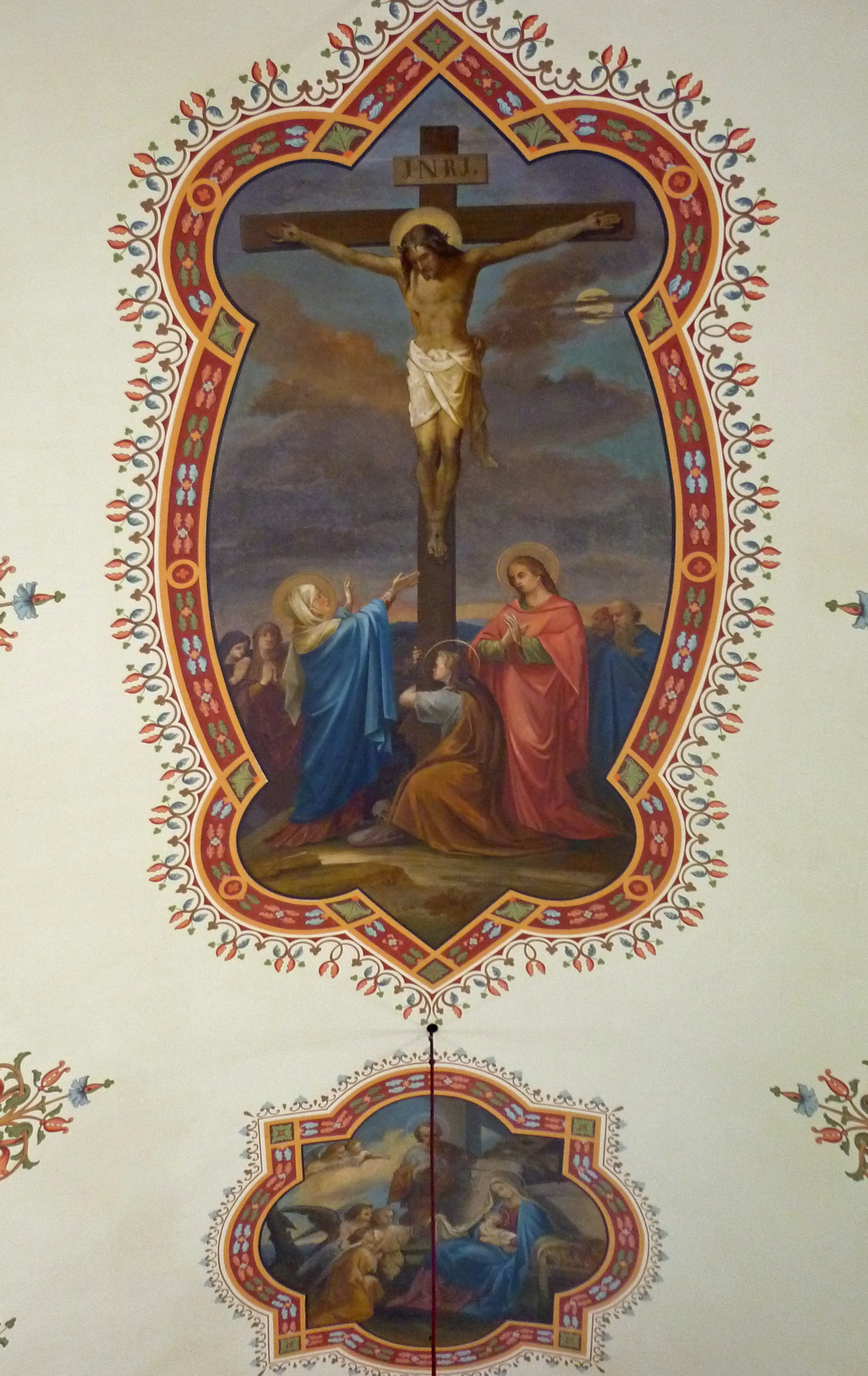
Deckenmalerei in der Pfarrkirche Schattwald

- 1911 Wandmalereien, Expositurkirche Köfels[3]
- 1912 Dekorationsmalerei im Gewölbe der Pfarrkirche Leisach[4]
- 1922 Fresko Mariahilf über pflügendem Bauern an einem Bauernhof in Ampass[5]
- 1926 Fassadenmalerei am Widum Kauns[6]
- 1927 Fassadenmalerei in Telfs Untermarkt Nr. 22 Restaurierung Sonnenuhr und Fensterrahmungen im Rokoko-Stil[5]
- 1928 Freskenrestaurierungen in der Pfarrkirche Tulfes[5]
- 1930 Gemälde im Langhaus in der Pfarrkirche See[5]
- 1932 Restaurierung von Gewölbemalerei im Chor und am Chorbogen und Eigenmalerei im Langhaus in der Pfarrkirche Schattwald[5]
- 1932 Deckenmalerei in der Pfarrkirche Tumpen[5]
- 1933 Fresko Guter Hirte an der Pfarrkirche Vent[5]
- 1935 Gewölbemalerei im Chor in der Pfarrkirche Nauders[5]
- 1936 Gewölbemalerei in der Kaplaneikirche Heiligkreuz[5]
- 1936 Gewölbemalerei in der Kapelle Rofen in Vent[5]
- um 1940 Fassadenfresko Mariahilf am Bauernhaus Östen 14 in Umhausen[7]